# Roer-Zuid
Roer-Zuid is een woonwijk van Roermond.
De wijk is gelegen ten zuiden van de Hambeek, die een bijrivier is van de Roer. In het westen grenst de wijk aan de bebouwing van kerkdorp Herten. In het oosten vindt men Kasteel Hattem en in het noorden de wijken Hammerveld West, Voorstad en Roerzicht.
Eeuwenlang lag er aan de huidige Roerderweg een gehucht met enkele huizen. In 1922 kwam er een tramhalte bij de Maastrichterweg van de tramlijn Roermond - Sittard. De trams stopten 'op tijdig verzoek'. In 1937 werd deze tramlijn opgeheven en namen bussen het vervoer over.
De wijk, die vooral uit vrijstaande woningen bestaat, had (in 2016) ruim 1900 inwoners.
Het noorden van de wijk wordt gedomineerd door de Radio- en televisietoren Roermond